# Kickapous
Cet article concerne le peuple kickapou. Pour la langue kickapoue, voir Kickapou.

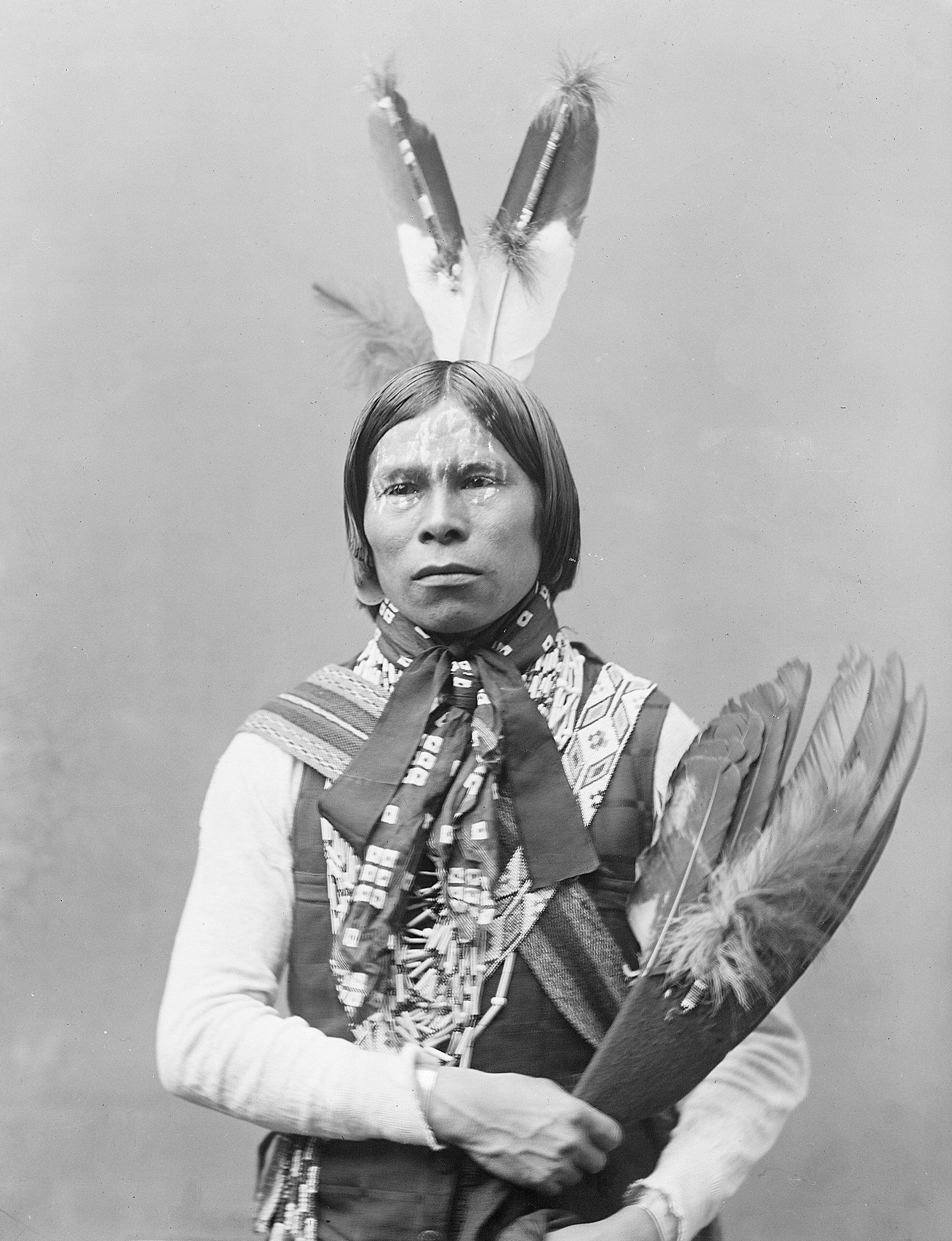
Babe Shkit, chef kickapou.

Les Kickapous (en anglais Kickapoos) sont une des tribus amérindiennes parlant une langue algonquienne. Selon les Anichinabés, ils prétendent que leur nom Kickapou (Giiwigaabaw dans la langue Anishinaabe) signifie « se tient ici et là » et fait référence au mode de vie itinérant de la tribu mais cela est dû à une étymologie folklorique qui n'est pas compatible avec la langue kickapou.
Trois tribus identifiées de Kickapous sont encore présentes aux États-Unis : les Kickapous du Kansas, les Kickapous de l'Oklahoma et la tribu traditionnelle des Kickapous du Texas. Il y a aussi une communauté kickapoue à Coahuila au Mexique. De plus, une importante communauté kickapoue en Arizona est actuellement en quête d'une reconnaissance fédérale. Enfin des petites communautés subsistent dans tout l'Ouest des États-Unis. Au total, environ 3 000 personnes se réclament de la tribu.

## Histoire
La tribu est originaire de la région des Grands Lacs dans le Michigan et partage une origine commune avec les tribus Sac et Renards. Des conflits avec les Iroquois à partir des années 1640 les ont forcés à migrer dans le Wisconsin. Dans les années 1700, la tribu a migré au sud, et vers 1770, ils se sont installés dans la vallée de la rivière Ouabache et dans la région centrale de l'Illinois. Là ils ont dominé les tribus voisines et avec l'aide des Français ils ont quasiment supprimés leurs anciens alliés les Renards.
Sous la pression des colons euro-américains, la tribu s'est éclatée en trois factions principales. Certains se sont déplacés vers le sud-ouest, résistant par la retraite plutôt que par l'assimilation ou le conflit. D'autres sont restés dans la région de la Ouabache et on rejoint les mouvements de résistance indiens, comme ceux menés par Tecumseh et Black Hawk ; ces résistants ont été déportés dans le Missouri en 1820 et 1834. Un troisième groupe, mené par Kennekuk le prophète de Kickapou, a paisiblement résisté à l'empiétement mais par la suite a cédé leurs terres orientales pour des concessions dans le Kansas. Cette communauté de Kickapou a absorbé beaucoup d'Indiens Potéouatamis. 
Ces Kickapous déplacés dans le Missouri étaient en conflit fréquent avec les Osages et d'autres tribus. Leur mécontentement s'est accru et la communauté s'est encore divisée, beaucoup se déplaçant en Oklahoma, d'autres rejoignant le clan du Sud-Ouest du Texas mexicain et abandonnant pratiquement le Missouri. Après la guerre américano-mexicaine, les Kickapous du Texas se sont divisés à nouveau ; certains ont émigré dans le Coahuila au Mexique ; d'autres sont restés à Eagle Pass au Texas. Vers 1850, d'importantes migrations se sont produites de l'Oklahoma et du Kansas vers Coahuila. D'autres Kickapous les suivirent au Mexique en 1857 et 1863. Vers la fin des années 1870, des incursions au Mexique permirent aux États-Unis de poursuivre une politique de rapatriement, d'abord pacifiquement puis par la force. Finalement, les Kickapous demeurèrent une tribu fortement éclatée résidant à Coahuila, à Eagle Pass, en Arizona, en Oklahoma et au Kansas.

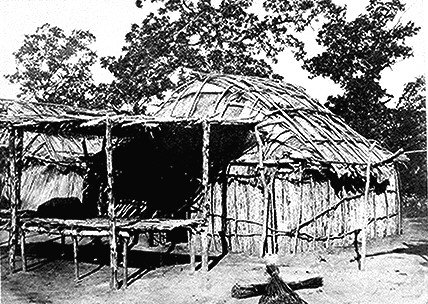
Hutte kickapoue à la réserve Sac et Renard vers 1880.

La tribu traditionnelle du Texas n'a pas été reconnue avant 1983, ayant précédemment fait partie du groupe vivant à Coahuila. Aujourd'hui, cette tribu possède et gère un casino dans la réserve juste au sud d'Eagle Pass au Texas. Ce casino a accueilli les 25e anniversaire des récompenses de musique de Tejano le 19 mars 2005. 
Après 250 ans de conflit physique et social, les Kickapous restent isolés aujourd'hui. Beaucoup considèrent les communautés de l'Oklahoma, du Texas, et de Coahuila comme les nations indiennes des États-Unis les plus conservatrices et les plus respectueuses de la tradition. En outre, les Kickapous font partie des peu nombreuses tribus aujourd'hui reconnues dans la région orientale des Grands Lacs. Les Peorias, les Mascoutins, les Illinois et d'autres anciens voisins ont été absorbés et exterminés. La survie de Kickapous est un testament à leur caractère.

## Langue
Les Kickapous parlent une langue algonquienne proche du mesquakie.

## Dans la culture populaire
- Le « Kickapoo Joy Juice » est une boisson fictive inventée au milieu des années 1930 par le dessinateur américain Al Capp, dans la bande dessinée Li'l Abner. Cette boisson est décrite comme « une gnôle d’une puissance stupéfiante, telle que les citoyens les plus endurcis de Dogpatch (en), après avoir avalé une première gorgée brûlante, sautaient en l'air, aussi raides que des morues congelées[1]. » Cet alcool est distillé par Hairless Joe (Joe l’Imberbe[2]) et Lonesome Polecat (Putois solitaire, un Amérindien), deux des personnages du comic[3], à partir d’ingrédients tels que des grizzlis vivants, des panthères, du kérosène, des fers à cheval, des enclumes...
- À partir de 1965, une boisson gazeuse sucrée portant le nom de « Kickapoo Joy Juice », non alcoolisée, a été mise en vente par NuGrape (en), une ancienne marque de la Monarch Beverage Company (en)[4]. Les canettes et bouteilles en sont décorées d’un dessin d’Al Capp.
- L’orchestre de jazz de Duke Ellington a enregistré un morceau intitulé Kickapoo Joy Juice en 1947, mettant particulièrement en valeur le clarinettiste Jimmy Hamilton, selon l'habitude ellingtonienne d'écrire des « concertos » où l'orchestre « dialogue » avec l'un de ses solistes majeurs[5].
- Dans le film Tenacious D et le Médiator du destin de Liam Lynch, 2006, le jeune Jack Black est originaire de la petite ville de Kickapoo. C'est aussi le nom de la première chanson de la bande originale.